# Vrolijke Medicijnen Omroep
De Vrolijke Medicijnen Omroep is als ziekenomroep van het Maastricht UMC+ de oudste ziekenhuisomroep van Nederland. De omroep verzorgt wekelijkse uitzendingen die in het hele ziekenhuis beluisterd kunnen worden.

## Geschiedenis
Het idee voor de omroep ontstond in 1951, tijdens het bezoek van de carnavalsvereniging De Tempeleers en de carnavalsprins aan de patiënten van het toenmalige ziekenhuis Sint Annadal. Adjudant van de prins Jack Retrae ontdekte in de portiersloge een microfoon en omroepinstallatie. Hij bedacht dat die apparatuur niet alleen geschikt was om er personen mee op te roepen, maar ook om er een gezellig verzoekplatenprogramma mee te maken. Zijn toenmalige verloofde Ton zag dat idee wel zitten en kwam met het voorstel om zelf een kinderprogramma te presenteren als ‘tante Ton’. In de eerste week van augustus 1951 werd een proefuitzending van een half uur gehouden. De zondag na de eerste proefuitzending bleken er reeds 80 aanvragen voor een plaatje te zijn ingezonden.

## Trichter voor vrijwilligers
In 2016 hebben de vrijwilligers van de ziekenomroep de Trichter (een onderscheiding voor personen of groepen die zich op een uitstekende manier nuttig hebben gemaakt voor de stad Maastricht) in ontvangst mogen nemen. Ze kregen de erkenning in het kader van het 65-jarig jubileum van de omroep.

## Een muzikale groet doet goed
Elke week zet een team vrijwilligers zich in om met het idee 'een muzikale groet doet goed' een verzoekplatenprogramma voor de patiënten te verzorgen. De uitzendingen vinden op zondagochtend plaats.